# Rumänische Eishockeyliga 2016/17
Die Saison 2016/17 war die 86. Spielzeit der rumänischen Eishockeyliga, der höchsten rumänischen Eishockeyspielklasse. Meister wurde der Hauptrunden-Sieger ASC Corona 2010 Brașov, der im Playoff-Finale den Hauptrunden-Zweiter HSC Csíkszereda mit 4:2 Siegen bezwang.

## Teilnehmer
- ASC Corona 2010 Brașov (MOL Liga)
- Steaua Bukarest
- CS Progym Gheorgheni
- CSM Dunărea Galați (MOL Liga)
- HSC Csíkszereda (MOL Liga)
- Sportul Studențesc

## Modus
In der Hauptrunde absolvierte jede der sechs Mannschaften insgesamt 30 Spiele. Die vier bestplatzierten Mannschaften qualifizierten sich für das Playoff-Halbfinale. Die beiden übrigen Teams spielten Platz fünf und sechs aus. Das Playoff-Halbfinale wurde im Modus Best-of-Five, das Finale im Modus Best-of-Seven ausgespielt. Für einen Sieg nach regulärer Spielzeit erhielt jede Mannschaft drei Punkte, bei einem Sieg nach Overtime gab es zwei Punkte, bei einem Unentschieden einen Punkt und bei einer Niederlage nach regulärer Spielzeit null Punkte.

## Hauptrunde
|    | Klub                   | Sp | S  | OTS | OTN | N  | Tore    | Punkte |
| -- | ---------------------- | -- | -- | --- | --- | -- | ------- | ------ |
| 1. | ASC Corona 2010 Brașov | 30 | 23 | 2   | 0   | 5  | 239:940 | 73     |
| 2. | HSC Csíkszereda        | 30 | 20 | 1   | 1   | 8  | 203:660 | 63     |
| 3. | CS Progym Gheorgheni   | 30 | 17 | 1   | 2   | 10 | 244:109 | 55     |
| 4. | CSM Dunărea Galați     | 30 | 16 | 1   | 0   | 13 | 201:138 | 50     |
| 5. | Steaua Bukarest        | 30 | 9  | 0   | 2   | 19 | 150:169 | 29     |
| 6. | Sportul Studențesc     | 30 | 0  | 0   | 0   | 30 | 044:505 | 0      |

Sp = Spiele, S = Siege, OTS = Siege nach Overtime, OTN = Niederlagen nach Overtime, N = Niederlagen
Erläuterungen: Playoff-Teilnehmer

## Playoffs

### Serie um Platz 5
Die Spiele um Platz 5 wurden im Modus Best-of-Three ausgetragen.
1. Runde: 11. März 2017

2. Runde: 12. März 2017
|                 | Serie |                    | 1    | 2    | 3 | Gesamt |
| Steaua Bukarest | 2:0   | Sportul Studențesc | 13:0 | 25:4 | − | 38:4   |

### Halbfinale
Die Halbfinalespiele wurden im Modus Best-of-Five ausgetragen.
1. Runde: 7. März 2017

2. Runde: 8. März 2017

3. Runde: 11. März 2017

4. Runde: 12. März 2017

5. Runde: 14. März 2017
|                        | Serie |                      | 1   | 2   | 3   | 4   | 5   | Gesamt |
| ASC Corona 2010 Brașov | 3:0   | CSM Dunărea Galați   | 4:3 | 6:1 | 2:1 | −   | −   | 12:5   |
| HSC Csíkszereda        | 3:2   | CS Progym Gheorgheni | 6:2 | 4:1 | 3:4 | 5:7 | 3:1 | 21:15  |

### Serie um Platz 3
Die Spiele um Platz 3 wurden im Modus Best-of-Five ausgetragen.
1. Runde: 17. März 2017

2. Runde: 18. März 2017

3. Runde: 21. März 2017
|                    | Serie |                      | 1   | 2    | 3   | 4 | 5 | Gesamt |
| CSM Dunărea Galați | 3:0   | CS Progym Gheorgheni | 7:5 | 10:4 | 8:3 | − | − | 25:12  |

### Finale
Die Finalspiele wurden im Modus Best-of-Seven ausgetragen.
1. Runde: 17. März 2017

2. Runde: 18. März 2017

3. Runde: 21. März 2017

4. Runde: 22. März 2017

5. Runde: 24. März 2017

6. Runde: 26. März 2017
|                        | Serie |                 | 1   | 2   | 3   | 4   | 5   | 6   | 7 | Gesamt |
| ASC Corona 2010 Brașov | 4:2   | HSC Csíkszereda | 1:3 | 5:2 | 2:4 | 4:1 | 5:4 | 4:3 | − | 21:17  |